# Sumpfkresse-Stängelrüssler
Der Sumpfkresse-Stängelrüssler (Lixus myagri) ist ein Käfer aus der Familie der Rüsselkäfer und der Unterfamilie Lixinae.

## Merkmale des Käfers
Wie bei den anderen Arten der Gattung handelt es sich um einen recht großen, langgestreckten Rüsselkäfer. Die Flügeldecken sind an der Spitze einzeln zugespitzt, nicht gemeinsam verrundet. Der Vorderrand des Halsschildes ist an der Seite auf Höhe der Augen ausgebuchtet und bildet sogenannte "Augenlappen". Die Oberseite der Käfer ist matt. Auf dem Halsschild sind die Zwischenräume der größeren Punkte sehr dicht durch kleinere punktiert. Die Käfer sind 7–14 mm lang.

## Biologie

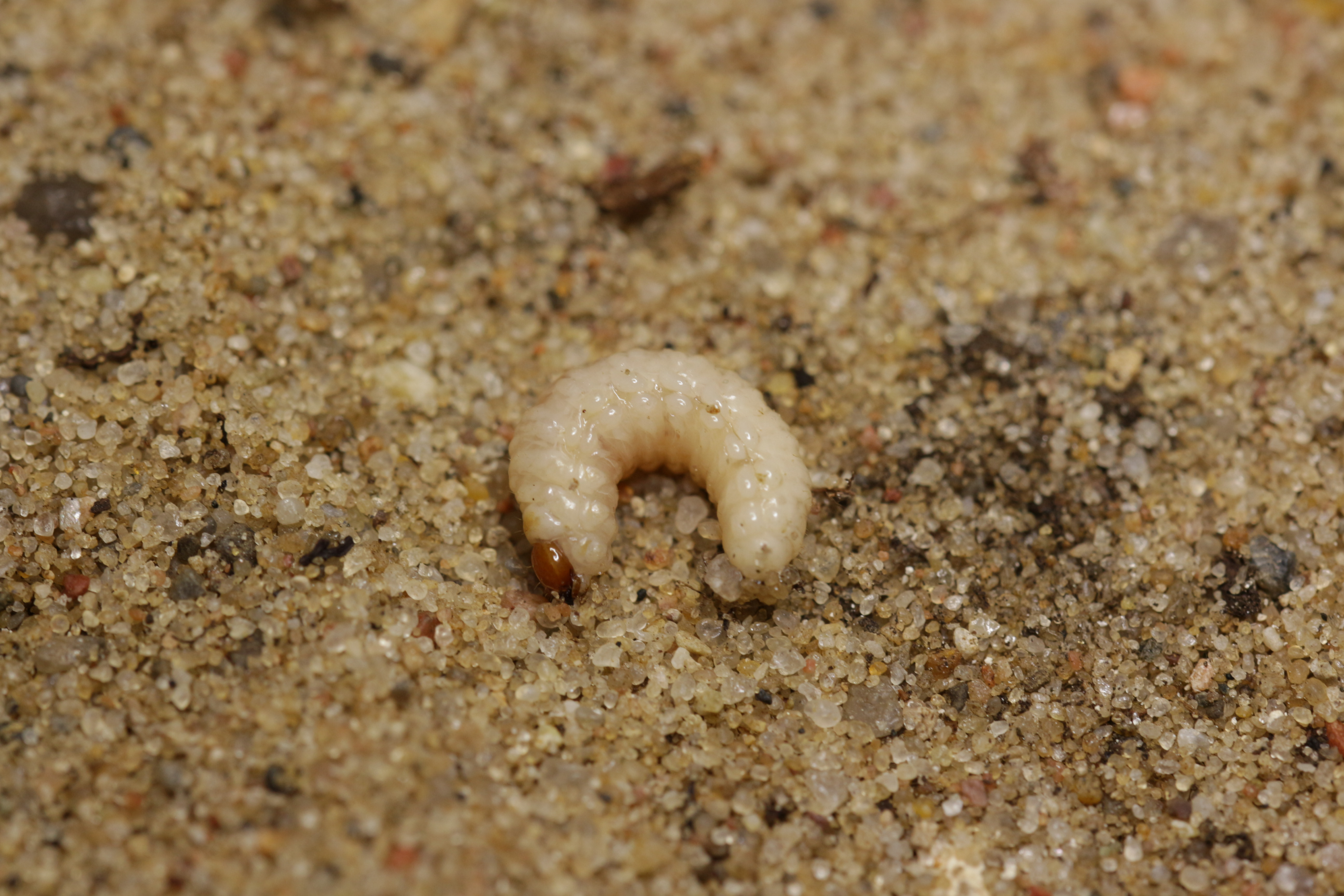
Larve, zur Fotografie aus der Pflanze entnommen

Die Larven entwickeln sich in den Trieben verschiedener Kreuzblütengewächse und verpuppen sich auch darin. Der Schlupf erfolgt ab August, anschließend überwintern die Käfer direkt in der Puppenwiege oder verlassen die Pflanze. Im nächsten Jahr erscheinen die Käfer ab Mai aus den Überwinterungsquartieren.
Die häufigsten Wirtspflanzen sind Wasser-Sumpfkresse, Echtes Barbarakraut, Österreichische Sumpfkresse sowie gelegentlich Echte Brunnenkresse.

## Verbreitung und Vorkommen
Die Art kommt von Europa bis Zentralasien vor. In Deutschland ist die Art weit verbreitet, aber vor allem im Westen selten geworden und teilweise verschwunden. Aus Baden-Württemberg existieren nur Altfunde. Bevorzugt werden feuchte Lebensräume.

## Gefährdung
Die Art gilt in Deutschland als stark gefährdet.